# The Question
Pour les articles homonymes, voir La Question.
The Question (Vic Sage ou Charles « Charlie » Victor Zsasz) est un super-héros créé en juin 1967 par Steve Ditko, à l'origine pour Charlton Comics, et qui appartient maintenant à DC Comics. Le personnage est apparu d'une façon limitée, d'abord sous forme d'invité dans la série Blue Beetle.

## Éditorial
Steve Ditko crée en 1967 Mr. A (A pour « answer ») dans Witzend #3 à l'opposé de The Question (question and answer "Q and A") Question & Réponse.
À l'origine, la série Watchmen devait mettre en scène des personnages de Charlton Comics rachetés quelque temps auparavant par DC Comics, dont The Question. DC se ravisa finalement pour conserver intact le potentiel commercial de ces personnages. De nouveaux personnages furent spécialement créés pour la série, plus ou moins inspirés par les héros qui devaient initialement être utilisés. Ainsi, le personnage de Question fut adapté pour devenir Rorschach. 
Dans The Question #17, The Question lit Watchmen et décide d'agir comme Rorschach.

## Histoire

### Charlton Comics
Dans la ville de Hub, Vic Sage est reconnu pour être un journaliste d'investigation extrêmement franc et agressif. Peu de temps après ses débuts à la télé, il se met à enquêter sur le docteur Barby Twain.
Plus tard, Sage se fait aborder par Aristotle Rodor, son ancien professeur et actuellement chercheur. Rodor parle à Sage d'un produit nommé le pseudoderme, une peau artificielle qu'il aurait développé en collaborant avec le Dr Twain. Le pseudoderme a été conçu pour se voir appliqué comme un simple pansement sur les tissus endommagés à l'aide d'un gaz liant, mais il s'avérait alors que le gaz pouvait s'avérer nocif voire mortel en cas d'utilisation sur des plaies ouvertes. Rodor et Twain étaient convenus d'abandonner le projet et mirent fin à leur collaboration, mais Rodor découvrit que le docteur Twain s'était mis en tête de vendre illégalement le produit aux nations du tiers-monde au mépris total des risques de santé découverts.
Apprenant ceci, Sage décide d'arrêter le Dr Twain mais ne peut agir sans révéler son identité. Rodor suggère alors à Sage d'utiliser un masque de pseudoderme pour dissimuler ses traits si célèbres. Armé de ces informations et, plus important, de ce déguisement, Sage parvient à rattraper le Dr Twain en pleine transaction et à lui faire avouer ses crimes avant de partir en laissant ce dernier pratiquement noyé dans du pseudoderme. Plus tard, à la télé, Sage révèle le trafic illégal du Dr Twain.
Sage décide ensuite que cette nouvelle identité peut lui servir pour d'autres enquêtes et s'associe avec le Pr. Rodor, qui le fournit en pseudoderme et finit par modifier le gaz liant pour permettre à Sage de changer aussi la couleur de ses cheveux et ses vêtements. Les deux hommes deviennent bons amis, Sage finissant par surnommer le Pr. Rodor « Tot ».
À l'inverse de nombre de super-héros de l'Âge d'Argent, la Question avait des méthodes bien moins scrupuleuses. Par exemple, lors d'un combat contre des brigands dans des égouts, s'il parvenait à les envoyer KO dans un courant d'eau rapide, il s'abstenait de les sortir de l'eau en négligeant le risque évident de noyade. En lieu et place, il sortait prévenir la police de l'endroit où les récupérer dans l'éventualité où un des brigands survivait.
L'ennemi le plus courant de la Question était Max Bine, aussi nommé la Banshee. Apparu en août 1967 dans Blue Beetle vol.4 (#2), Bine était l'apprenti d'un artiste de cirque nommé Dundo le Voltigeur. Après avoir conçu une cape lui permettant de voler, Dundo a été tué par Bine qui devint, en utilisant l'invention de son mentor pour semer la terreur dans les villes où il passait, la Banshee. La Banshee a trouvé sa némésis en atteignant Crown City et dut lutter contre la Question à plusieurs reprises.
La Question apparut aussi brièvement aux côtés de ses collègues "héros d'action" de Charlton Comics parmi les Sentinelles de la Justice de AC Comics.

### DC Comics
Les droits des personnages de Charlton Comics ont été acquis par DC Comics lorsque cette dernière s'est retrouvée en déclin en 1983. La Question fait une brève apparition dans l'arc Crisis on Infinite Earths de 1985 puis dans un arc en deux parties pour le retour de Blue Beetle sur DC.

#### Série de Dennis O’Neil
DC Comics donne à la Question sa propre série en 1987 avec Dennis O'Neil à l'écriture et Denys Cowan au dessin. La série se voit continuer sur près de 36 numéros, deux annuels et cinq « hors série » trimestriels. Dans La Question #1, la Question se fait battre en combat singulier d'abord par la mercenaire et pratiquante d'arts martiaux, Lady Shiva, puis est quasiment laissé pour mort par les sous-fifres du méchant qui lui collent une bille d'arme à air comprimé dans la tête avant de jeter son corps dans la rivière pour le noyer. Lady Shiva le sauve alors pour ses propres raisons et lui demande d'aller rencontrer le paraplégique Richard Dragon quand il aura assez récupéré pour se lever. Sage y apprendra les arts martiaux et étudiera la philosophie orientale. À son retour en ville, il reprend ses activités de journaliste et de super-héros le temps d'aventures qui illustrent divers points de vue philosophiques. Pour mieux mettre en avant ces idées, Dennis O'Neil donnait en page de garde de chaque aventure quelques grilles de lecture possibles.
Dans la série de O'Neil, Vic Sage est un journaliste d'investigation pour la chaîne d'informations KBEL de Hub. Il utilise son identité de Question pour obtenir les réponses qu'il ne peut avoir avec sa seule identité civile. À l'inverse des autres justiciers super-héros, Sage ne se concentre que sur l'aspect politique de sa ville et, au lieu de chasser les auteurs de crimes mineurs, lutte contre les élites corrompues de Hub. La ville de Hub est dépeinte comme « synonyme de vénalité, de corruption et de violence, » et est peut-être même plus sombre encore que Gotham parmi les villes du DC Universe. Malgré la nature scandaleuse et le paupérisme rampant qui règne à Hub, O'Neil insiste à plusieurs reprises qu'il s'est basé sur une véritable ville américaine, bien qu'il se soit toujours refusé à dire laquelle. Il a toutefois confirmé vers la toute fin de la série que Hub se calquait sur East Saint Louis dans l'Illinois.
Pendant la majorité de la série, Vic Sage aide en cachette la bienveillante Myra Fermin à devenir mairesse de Hub. Son alliance avec Myra dépasse du cadre de l'admiration puisqu'ils ont tous deux eu une liaison peu avant son expérience de mort imminente avec Lady Shiva et sa formation auprès de Richard Dragon. À son retour, il découvre qu'elle a épousé Wesley Fermin, ivrogne invétéré et maire corrompu de Hub. Perdant les élections municipales à une voix près, Myra devient mairesse quand on découvre son opposant mort après ce qui a été nommé « la pire tornade de l'Histoire ». Pendant son discours d'investiture, son mari Wesley lui tire dessus en croyant qu'elle soutenait des idéaux communistes, plongeant sa femme dans le coma et la ville dans le chaos, faute de gouvernement et de force de police. Sage endosse le déguisement de la Question pour jouer un petit moment le rôle de seule forme de justice possible, le temps que la mairesse sorte du coma. Les tensions entre clans qui surviennent dans les semaines suivant l'élection conduisent Sage à Lady Shiva, d'abord en tant que combattant, puis en s'alliant avec elle pour avoir les moyens de parler aux chefs de clans. Pendant que Myra s'accoutume à la fonction de mairesse de Hub, elle et Sage commence à renouer, même si Myra prévient Sage qu'elle n'agira pas sous le coup des sentiments tant qu'elle sera mairesse. En dépit de leur relation sur le long terme, jamais elle ne fera le lien entre Sage et « l'homme sans visage » au cours de son mandat à Hub.
La Question lue par O'Neil se concentre surtout sur la portée qu'on peut accorder à la Justice quand on a souvent la tentation de tuer. La Question résiste à cette tentation pendant son temps à Hub, bien conscient de cette part de désir qui veut voit ce que ça fait d'ôter la vie à quelqu'un. Sa relation avec son mentor Aristotle Rodor est l'une des nombreuses barrières qui l'empêchent de passer à l'acte et de sombrer dans les ténèbres qu'il a connues dans sa jeunesse à Hub.
À la fin, pendant un trip hallucinatoire, son subconscient l'informe avec des images de sa mère qu'il doit quitter Hub s'il veut vivre un jour heureux. Ce point de vue est parallèlement renforcé par l'effondrement de l'ordre social de la ville. Vers cette période, Richard Dragon passe voir Sage, sentant que ce dernier est à un tournant majeur de sa vie, et finit par le convaincre que sa vie à Hub finira par le tuer. À la demande de Richard, Lady Shiva arrive avec un hélicoptère pour emporter la Question et Aristotle Rodor loin de Hub, puis décide peu après de rester pour contenir le chaos. Vic parvient presque à convaincre Myra de le suivre pour échapper au chaos de la ville mais Myra, se rappelant les citoyens et notamment les enfants qui ont besoin d'elle, décide de confier à Sage Jackie, sa fille atteinte d'un handicap mental, avant de repartir voir ce qu'elle peut faire.
Hors de Hub, Sage emmène Jackie en Amérique du Sud, espérant se débarrasser de son alter ego sans visage et trouver un lieu vierge de la corruption et du tumulte qui rongeaient Hub. Malheureusement, Sage se voit rapidement mêlé à une guerre des cartels qui le forcera à tuer afin de sauver la vie de Jackie. Cet événement marque un tournant majeur dans la carrière de la Question qui estime n'avoir rien ressenti et pouvoir tuer à nouveau si le besoin s'en faisait sentir. Même si le point de vue actuel de la Question concernant le meurtre n'est pas encore très clair, le personnage tuera à nouveau en 1991 dans la mini-série The Brave and the Bold puis en 2005 dans la mini-série Question.
Jackie tombe malade, poussant Sage à revenir à Hub. Malgré les soins médicaux qu'elle recevra, Jackie mourra.
L'arc The Question Annual #2 réécrit les origines du personnage en révélant que Vic Sage était à la base Charles Victor Szasz (à ne pas confondre avec le tueur en série de la série Batman, Victor Zsasz), orphelin réputé pour chercher la bagarre. La fierté de Szasz était de supporter les abus de l'orphelinat catholique où il était logé. Il parvint à intégrer l'université où il étudia le journalisme. Toutefois, ses bonnes capacités d'apprentissages n'ont pas érodé ses tendances violentes, allant jusqu'à presque battre à mort un dealeur de drogue qui lui avait proposé du LSD, soulevant la question personnelle de savoir s'il en avait pris ou non.

## Autres médias

### Animations
The Question est apparu dans de nombreux épisodes de la série animée :
- La Ligue des justiciers voix par Jeffrey Combs.
- Batman (série télévisée d'animation, 1997)
- Batman : L'Alliance des héros voix par Nicholas Guest (en) épisode "Mystery in Space!".

### Autres
- Smallville
- ToyFare
- WizKids

## Équipe artistique
Dennis O'Neil, Denys Cowan, Paul Dini, Cully Hamner, Greg Rucka